# Историја православне цркве
Историја православне цркве по предању, почиње од Исуса Христа и апостола. Будући да су правила апостолске вере основни критеријум православног учења, историја православља почиње заједно са историјом хршићанства, тј. од догађаја који су везани за сам почетак црквене историје од вазнесења и педесетнице.
Другим речима, православље почиње од формирања заједнице позваних хришћана, која се потпуно разликује од традиционалне старозаветне религије у новoу завету, а та заједница назива се (грч. εκκλησία - Црква).

## Историја
Православно хришћанство добија свој данашњи облик у касној антици (између 3. и 8. века), када су одржавани васељенски сабори, решавани доктринарни спорови, искуство цркве се заснива на божијем откривењу које су у Старом завету записали пророци, а у Новом завету Свети апостоли и које су у својим списима потврдили оци цркве. Сагласје у вери између пророка, апостола и отаца је одувек сматрано неопходним полазиштем и мерилом истинитости живота цркве. Временом је створено пет патријаршија за организовање хришћанског света, а четири од ових древних патријаршија су остале до данас. Православни богослужбени обичаји су се усталили у свом трајном облику (укључујући литургије и главне црквене празнике).

### Порекло источног православља
Све хришћанске деноминације су укорењене у живот и службе Исуса Христа и деле исто порекло. Рани верници су били део једног тела, једне цркве. Међутим, током десет векова након васкрсења, црква је доживела многе несугласице и раскол на, источно православље и римокатолицизам то су били резултат ових раних раскола. Неслагање између ове две гране хришћанског света постојало је дуго, али јаз између римске и источне цркве повећавао се током првог миленијума са прогресијом погоршања спорова.
Што се тиче верских питања, две цркве разилазиле су се око питања која се односе на природу Светог духа, о „безгрешном зачећу” Богородице, употреба икона у богослужењу и око тачног датума за прославу Ускрса. Културне разлике су такође играле велику улогу, са источњачким начином размишљања који је више био склон филозофији, мистицизму и идеологији, а западни погледи више вођени практичним и правним менталитетом.
Процес одвајања подстакнут је 330. године нове ере када је цар Константин одлучио да престоницу Римског царства пресели у Византијско царство, (у град Цариград данашњи Истамбул). Када је умро, његова два сина су поделила своју власт, један је преузео источни део царства и владао из Константинопоља, а други западни део, који је владао из Рима.

### Први векови
Историја Православља је историја цркве, коју карактерише огорчена борба за очување чистоте вере коју су aпостоли пренели својим наследницима eпископима. Прогони хришћана у првим вековима, не само да нису угасили православље и веру и развој Божије цркве, него су, кроз вид мучеништва, и чуда која су се при томе дешавала, потпомогли да се она одржи и релативно брзо шири. После обраћања римског цара Константина у хришћанство, дошао је тзв. Милански едикт (313), у коме је свечано прокламована слобода хришћанства, уз солободу других вера. Прецизније речено, обраћање цара Константина имало је за последицу преокрет у односу цркве и државе, преокрет већи од свих које је хришћанство икада доживело (за православље, цар Константин је и до данас остао „оруђе победе светлости над мраком").
Аријанска криза била је почетак оних богословских спорова, који ће скоро пет векова потресати православље и црквену историју. Али, у њој се прекаљује вера Христове цркве и рађа се Византија, са оном визијом црквене свести, која је и до данас присутна у православљу. Рађа се Византија (Нови Рим), која је, иако испуњена антагонизмом између ње и Рима, место где је православље добило своју садашњу форму (свој историјски канон). Јер, у Византији је окончан развој православног богослужења, византијски типици и евхологији (XIII и XIV век) скоро се не разликују од данашњих служебника и устава, у Византији је коначно настао кодекс Светих отаца (који до данас чини основу православног богословља), по византијском канону слика се православна икона и, најзад, у византијском периоду развио се дух побожности који се исказује речју црквеност.

### Епоха васељенских сабора
Период између четвртог и осмог векова (у историји Православља) обично се назива епохом васељенских сабора. Четврти век, поред појаве монаштва, обележава и јасно формулисање апостолске вере ο Cвeтој тројици. Истовремено, осуђује се учење александријског свештеника Арија, као и актуелне јереси тог периода (Македонијанизам; Аполинаријанизам). Наредни пети век, карактеришу трећи и четврти васељенски сабори. Ефески сабор (431), који дефинише доктрину ο сједињавању двеју природа у јединственој ипостаси Логоса и доктрину ο Богородици (поред тога осуђује и свргава несторијанство) и Халкидонски сабор (451), који представља највиши домет православља, јер дефинише догмат ο Христовом богочовештву и осуђује монофизитство (заправо цела епоха васељенских сабора открива се као питање смисла богочовештва Исуса Христа за свет и за човека). Уз проглашење догмата, Халкидонски сабор уздиже јерусалимски престо на степен Патријаршије и потврђује одлуку другог васељенског сабора (381), којом Цариград заузима друго место у цркви (после Рима).

### Покрштавање словена
После периода васељенских сабора, традиција православља је у сталном процесу тумачења и доказивања (православље има садржај идентификован у Светом писму, предању и у догматским текстовима цркве, којима Свети дух даје аутентичност). Уз то, у животу Византије почиње христијанизација Словена (на византијским коренима) када почиње ново и изузетно значајно поглавље у историји православља. Словенска мисија (започета двоструким благословом Византије и Рима) означила је почетак мисионарске активности Св. Ђирила и Методија у централној европи. Њихову мисију не карактерише само превод православних текстова на словенски језик, служење Литургије по источном обреду и на словенском језику, нити стварање глагољице (старији облик словенског писма), већ је дело Ђирила и Методија постало знамење националног ослобођења и словенске културе уопште. Упркос гоњењу латина и анатемисању науке коју су проповедали (православље), њихово дело одржало се као највиша светиња код словена.

### Римске претензије и раскол цркве
Готово раме уз раме са мисијом Св. Ђирила и Методија, ишло је и питање римских претензија на Византију, која је, све што се налазило изван њених граница, обележавала термином „варварства". Другим речима, крајем IX века долази до велике нетолерантности и охолости, које су пратиле мешање папе Николе I (857-867) и његових наследника у унутрашњу проблематику Византије. Тај догађај забележен је у историји православља као спор између Патријарха Фотија I (820-895) и папе Николе I, окончан на Цариградски сабор (879—880) (овај сабор је, по рангу у православљу, скоро на истом нивоу као ранији Васељенски сабори). Наиме, патријарх Фотије први је јасно и прецизно указао на неправилности новина у доктрини западне цркве (папизам и учење ο исхођењу Светог духа Филиокве), оптуживши папу Николу I за јерес. Тиме је означен и почетак истинске црквене и православне реакције на заблуде запада (богословске, културне и историјске разлике, између истока и запада, трају већ од IV века). Та реакција довела је до канонског одвајања и прекида литургијске заједнице између римског и цариградског престола, 1054. године.

### Покушаји унијаћења православних
Одмах после римског раскола од православне цркве, чињени су многи покушаји помирења, али германски оријентисано и реформисано (Грегоријанска реформа) папство IX века није више било настројено ка једној од основних карактеристика православља саборности, док су крсташки ратови дефинитивно продубили антагонизам између две стране (православне и римокатоличке). Ипак, папство, пољуљано услед раскола од цркве, и Византија, угрожена од Османски турака, пристали су на одржавање другог лионског сабора (1274), који је имао антиправославни карактер и који је показао да је сувише касно да се створи атмосфера узајамног поштовања и поверења, у којој је једино могло да дође до аутентично богословског дијалога. У том смислу, XIV век доноси велике богословске спорове, јер формалне саборске одлуке (у Цариграду, 1341; 1347; 1351), које су потврђивале богословље ο реалном „учествовању" човека у Богу, па према томе ο реалној разлици између „суштине" и „енергије" у Богу, нису се подударале с тадашњим владајућим латинским богословљем. Другим речима, XIV век је у православљу био време паламистичких сукоба, тј. исихастичке обнове, која је довела до формирања нове неопатристичке дефиниције православља (Св. Григорије Палама, 1359, изнео је своје чувено учење ο разликовању између несазнатљиве суштине и нестворене енергије Божије, које је постало део званичног учења поравославља). Ово неопатристичко православље имало је и одбрамбени карактер у сучељавању са схоластичком теологијом запада, у чијем је оквиру у XV веку био прави метеж у вези са односом између папства и црквених сабора (једни су били за превласт ауторитета папства, а други за ауторитет црквених сабора). Један од сабора из овог периода (Ферарско-фирентински сабор, 1438-1439) јесте догађај од велике теолошке важности, без обзира на многе нетеолошке факторе који су допринели условима под којима се он одржавао. Наиме, овај сабор дефинисао је сусрет - Унију православља са западном теологијом, бришући основне догмате православља, мада унија није била званично проглашена све до 1452. године, када је објављена у цркви Свете Софије у Цариграду. Убрзо, после тога (29. маја 1453), трупе Мехмеда II заузеле су Цариград, чиме је отпочела ера Отоманске империје и истовремено ера помрачења православља, која ћe оставити дубоки траг у свести Источне цркве. Ипак, после пада Цариграда, Патријарх Генадије II Цариградски, први цариградски Патријарх под Турцима, својим првим актом укинуо је ову Унију својим ученим трактатима (грч. σκολάρις - школарац, научник).

### Период турске владавине и комунистичке пошасти
У периоду ропства под Османским Турцима, православље обележавају три чињенице: заоштравање национализма, који је претио да угуши свест ο јединству Христове цркве; известан пад црквене просвећености, чији је сада циљ био да сачува јединство и, на крају, полемика са иновернима, пре свега Латинима (који су вршили пропаганду на истоку), а потом и протестантима. Полемика с протестантима, који су се у то време појавили на историјској сцени, испољена је нарочито у време Патријарха Јеремије II (1572-1595), који је у одговору тибингенским лутеранским теолозима открио експлицитну јеретичност аугзбуршке вероисповести с православног становишта (овoм полемиком, и евентуалном унијом са православљем, први реформатори су покушали да обезбеде апостолско прејемство). Но, како према званичној историји у односима с протестантима тако и према формирању унијатских цркава (гркокатоличких), које се остварују у православним областима, притиском Римокатолика у Аустрији и Пољској (Брест, 1596; Трансилванија, 1700), Православље показује не само отпор него и то да постоји начелна противречност између Истока и Запада. У прилог томе иде и појава Филокалије (1792), збирке духовних текстова, која је на својствен начин сачувала православље од латинизације (појава под упливом римокатоличких пољских школа). Али, почетком XIX века, за православље почиње јутро слободе у облику националног ослобођења од турске доминације (устанци у Србији, 1804. и 1815; грчки устанак, 1821; ослободилачки рат Руско-турски рат (1877—1878)).
Наредни период карактерише појава безбожничких комунистичких држава, уз нове прогоне православља, које је трајало све до пред крај XX века.

## Црквено управљање
Источна православна црква, званично Православна католичка црква, је заједница која се састоји од седамнаест засебних аутокефалних (самоуправних) хијерархијских цркава које признају једна другу као канонске (редовне) источно-православне цркве. Источна православна црква је децентрализована, нема централну власт, земаљског поглавара или једног епископа у руководној улози. Источна православна црква решава канонско право синодичким системом, који се значајно разликује од хијерархијске организације католичке цркве која следи доктрину папске супремације. Позивање на васељенског патријарха Константинопоља као јединог ауторитативног вођу је погрешно тумачење његове титуле „први међу једнакима“. Његова титула је пре почасна него ауторитетна и заправо Васељенски патријарх нема никакву стварну власт над црквама осим Цариградске.
Током историје, употреба речи „васељенски” у титули цариградског патријарха била је предмет бројних несугласица и спорова око почасти и првенства, што је дошло до посебног изражаја у савременом добу, услед покушаја да се традиционално поимање положаја цариградског патријарха као „првог међу једнакима” (лат. primus inter pares) замени новом формулом која гласи: „први, без себи равних” (лат. primus sine paribus). Његова јединствена улога често се види да се васељенски патријарх у неким изворима помиње као „духовни вођа“ Источне православне цркве.

## Положај патријарха у црквеној јерархији
Патријарси потпадају под суд црквеног сабора. Данас, прво место по части међу источним патријарсима, припада Васељенском патријарху, да би у VII веку добио титулу "васељенски" и сматра се "првим међу равнима (једнакима)." У XI веку, систем пентархије, пет апостолских престола: Рим, Константинопољ (Цариград), Александрија, Антиохија и Јерусалим, нарушен је расколом римске патријаршије од цркве, а на истоку су током средњег века настајале нове самосталне (аутокефалне) цркве, код Бугара, Срба, Руса, итд. Диптих (поменик), одн. Поредак по части у заједници Васељенске цркве, поштује се као древни, освештани поредак, који признају све помесне православне цркве у савременом свету. Према диптиху, има девет аутокефалних источно православних цркава са достојанством патријаршије, и то: Васељенска Цариградска, Александријска, Антиохијска, Јерусалимска, Српска, Руска, Румунска, Бугарска и Грузијска.